# Agraecina agadirensis
Espèce
Agraecina agadirensis est une espèce d'araignées aranéomorphes de la famille des Liocranidae.

## Distribution
Cette espèce est endémique de la région de Souss-Massa au Maroc,. Elle se rencontre à Aqsri dans la grotte Ifri Ouado.

## Description
Les femelles mesurent de 4,64 à 5,64 mm.
Le mâle décrit par Lecigne et Moutaouakil en 2021 mesure 4,6 mm.

## Étymologie
Son nom d'espèce, composé de agadir et du suffixe latin -ensis, « qui vit dans, qui habite », lui a été donné en référence au lieu de sa découverte, la préfecture d'Agadir Ida-Outanane.

## Publication originale
- Lecigne, Lips, Moutaouakil & Oger, 2020 : « Two new cave-dwelling spider species from the Moroccan High Atlas (Araneae: Liocranidae, Theridiidae). » Arachnologische Mitteilungen, vol. 60, p. 12-18.